# Josh Duhamel
Joshua David Duhamel (Minot, 1972. november 14. –) Daytime Emmy-díjas amerikai színész, modell.
Első színészi sikerét Leo du Pres szerepében érte el az ABC All My Children című sorozatában. 2003-tól a Montecito kaszinó biztonsági főnöke az NBC Las Vegas című sorozatában.

## Fiatalkora
Az észak-dakotai Minotban látta meg a napvilágot. Édesanyja, Bonnie testnevelő tanár, apja, Larry David Duhamel reklámügynök. Szülei Josh fiatal éveiben elváltak, miközben mindkettőjükhöz közel maradt, de az anyjával és három húgával (Ashlee, Mckenzee és Kassidy) nőtt fel. A Minot Állami Egyetemen szerzett diplomát, természettudományi szakon. Az egyetemi focicsapatban is játszott, mint hátvéd.

## Színészi pályafutása
Első sikerét megelőzően egy 1997-es IMTA versenyen ő lett Az év férfi modellje. 1999-ben megkapta Leo du Pres szerepét az ABC-n futó All My Children című szappanoperában. 2002-ben ezzel a szereppel megnyerte a legjobb mellékszereplőnek járó Daytime Emmy-díjat. Egy évvel később elhagyta az All My Children szereplőcsapatát, hogy más színészi lehetőségeket kapjon.
2003-ban megjött az igazán nagy sikert hozó szerep, a Las Vegas, melyben Danny McCoyt, a Montecito biztonsági főnökét alakítja. A James Caan által játszott Ed a kaszinó tulajdonosa és igazgatója volt Duhamel társa az első négy évadon keresztül. Mozifilmekben is feltűnt, mint például a Nyerj egy randit Ted Hamiltonnal! (2004) című romantikus vígjáték vagy Michael Bay Transformers (2007) című sci-fi akciófilmje.

## Magánélete
2004 januárjában eljegyezte akkori barátnőjét, Kristy Pierce modellt, akivel nem sokkal az eljegyzés után szakított. Rövidesen a The Black Eyed Peas énekesnőjével, Fergie-vel kezdett járni. 2004 szeptemberében találkoztak, mikor a csapat a Las Vegas egyik részében felbukkant. 2009. január 10-én tartották esküvőjüket, a meghívottak között volt Kid Rock, Slash, Kate Hudson, a Black Eyed Peas tagjai, James Caan, Molly Sims és Vanessa Marcil is.
Párjával él együtt Brentwoodban. 2005-ben szülővárosában, két barátjával közösen saját éttermet nyitott és szabadidejében a kosárlabdának, az amerikaifutballnak és a golfnak hódol.

## Filmográfia

### Film
| Év   | Magyar cím                        | Eredeti cím                          | Szerep                        | Magyar hang       | Rendező             |
| ---- | --------------------------------- | ------------------------------------ | ----------------------------- | ----------------- | ------------------- |
| 2004 | Dorian Gray arcképe               | The Picture of Dorian Gray           | Dorian Gray                   |                   | David Rosenbaum     |
| 2004 | Nyerj egy randit Tad Hamiltonnal! | Win a Date with Tad Hamilton!        | Tad Hamilton                  | Miller Zoltán     | Robert Luketic      |
| 2006 | Végzetes kitérő                   | Turistas                             | Alex                          | Karácsonyi Zoltán | John Stockwell      |
| 2007 | Transformers                      | Transformers                         | Lennox százados               | Hujber Ferenc     | Michael Bay (1.)    |
| 2009 | Transformers 2.                   | Transformers: Revenge of the Fallen  | Lennox százados               | Hujber Ferenc     | Michael Bay (2.)    |
| 2010 | Romantikus lelkek                 | The Romantics                        | Tom                           | Zámbori Soma      | Galt Niederhoffer   |
| 2010 | Minden kút Rómába vezet           | When in Rome                         | Nick Beamon                   | Bozsó Péter       | Mark Steven Johnson |
| 2010 | Ramona és Beezus                  | Ramona and Beezus                    | Hobart nagybácsi              | Bozsó Péter       | Elizabeth Allen     |
| 2010 | Ilyen az élet                     | Life as We Know It                   | Eric Messer                   | Zámbori Soma      | Greg Berlanti (1.)  |
| 2011 | Szilveszter éjjel                 | New Year's Eve                       | Sam                           | Zámbori Soma      | Garry Marshall      |
| 2011 | Transformers 3.                   | Transformers: Dark of the Moon       | Lennox őrnagy                 | Hujber Ferenc     | Michael Bay (3.)    |
| 2012 | Tüzes bosszú                      | Fire with Fire                       | Jeremy Coleman                | Rajkai Zoltán     | David Barrett       |
| 2013 | Kerülőút                          | Scenic Route                         | Mitchell                      | Rajkai Zoltán     | Kevin Goetz         |
| 2013 | Kerülőút                          | Scenic Route                         | Mitchell                      | Rajkai Zoltán     | Michael Goetz       |
| 2013 | Movie 43: Botrányfilm             | Movie 43                             | Anson (Beezel szegmens)       | Takátsy Péter     | James Gunn          |
| 2013 | Menedék                           | Safe Haven                           | Alex Wheatley                 | Makranczi Zalán   | Lasse Hallström     |
| 2015 | Bátrak városa                     | Bravetown                            | Alexander Weller              | Görög László      | Daniel Duran        |
| 2016 | A megtévesztésen túl              | Misconduct                           | Ben Cahill                    | Hujber Ferenc     | Shintaro Shimosawa  |
| 2016 |                                   | Spaceman                             | Bill "Spaceman" Lee           |                   | Brett Rapkin        |
| 2017 |                                   | The Institute                        | nyomozó                       |                   | James Franco        |
| 2017 | Pamela Romanowsky                 | The Institute                        | nyomozó                       |                   |                     |
| 2017 |                                   | The Show                             | Adam Rogers                   |                   | Giancarlo Esposito  |
| 2017 | Bukós szakasz                     | CHIPS                                | Rick                          |                   | Dax Shepard         |
| 2017 | Transformers: Az utolsó lovag     | Transformers: The Last Knight        | William Lennox                | Hujber Ferenc     | Michael Bay (4.)    |
| 2018 | Kszi, Simon                       | Love, Simon                          | Jack Spier                    | Simon Kornél      | Greg Berlanti (2.)  |
| 2019 | Spanviadal                        | Buddy Games                          | Bobfather                     | Debreczeny Csaba  | Josh Duhamel (1.)   |
| 2020 | Gondolkozz kutyául!               | Think Like a Dog                     | Lukas                         | Varga Gábor       | Gil Junger          |
| 2021 |                                   | Batman: The Long Halloween, Part One | Harvey Dent / Kétarc (hangja) |                   | Chris Palmer (1.)   |
| 2021 |                                   | Batman: The Long Halloween           | Harvey Dent / Kétarc (hangja) |                   | Chris Palmer (2.)   |
| 2021 |                                   | Night of the Animated Dead           | Harry Cooper (hangja)         |                   | Jason Axinn         |
| 2022 | Repülős bandita                   | Bandit                               | Gilbert Galvan / Producer     | Bozsó Péter       | Allan Ungar         |
| 2022 | Emlékezetkiesés                   | Blackout                             | Cain                          |                   | Sam Macaroni        |
| 2022 | Ásó, kapa, géppisztoly            | Shotgun Wedding                      | Tom                           | Bozsó Péter       | Jason Moore         |
| 2023 | Spanviadal 2.                     | Buddy Games: Spring Awakening        | Bobfather                     |                   | Josh Duhamel (2.)   |

### Televízió
| Év        | Magyar cím                      | Eredeti cím                     | Szerep                      | Megjegyzések                                             |
| --------- | ------------------------------- | ------------------------------- | --------------------------- | -------------------------------------------------------- |
| 1999–2011 |                                 | All My Children                 | Leo du Pres                 | 51 epizód                                                |
| 2002      | Ed                              | Ed                              | Richard Reed                | 1 epizód                                                 |
| 2003–2008 | Las Vegas                       | Las Vegas                       | Danny McCoy                 | - főszereplő (106 epizód) - magyar hangja: - Bozsó Péter |
| 2004–2007 | Bostoni halottkémek             | Crossing Jordan                 | Danny McCoy                 | 3 epizód                                                 |
| 2009–2014 | Fanboy és Chum Chum             | Fanboy and Chum Chum            | Oz (hangja)                 | 52 epizód                                                |
| 2011–2012 |                                 | Bomb Patrol Afghanistan         | narrátor (hangja)           | 17 epizód                                                |
| 2012–2015 | Jake és Sohaország kalózai      | Jake and the Never Land Pirates | Flynn kapitány (hangja)     | 14 epizód                                                |
| 2015      | Battle Creek – Zsarupáros       | Battle Creek                    | Milt Chamberlain FBI-ügynök | főszereplő (13 epizód)                                   |
| 2016      | 11.22.63                        | 11.22.63                        | Frank Dunning               | - négy epizód - magyar hangja: - Zámbori Soma            |
| 2018      | LA to Vegas – A jackpotjárat    | LA to Vegas                     | Kyle kapitány               | 1 epizód                                                 |
| 2018      |                                 | Unsolved                        | Greg Kading nyomozó         | 10 epizód                                                |
| 2019      | Veronica Mars                   | Veronica Mars                   | Magnus                      | 1 epizód                                                 |
| 2021      | Jupiter hagyatéka               | Jupiter's Legacy                | Sheldon Sampson             | - főszereplő - magyar hangja: - Stohl András             |
| 2021      | Szeretettel: Victor             | Love, Victor                    | Jack Spier                  | 1 epizód                                                 |
| 2021–2022 |                                 | Blade Runner: Black Lotus       | Marlowe (hangja)            |                                                          |
| 2022      | Amit Pamről tudni kell          | The Thing About Pam             | Joel Schwartz               | főszereplő                                               |
| 2022      | Kerge Kacsák: Így kell tarolni! | The Mighty Ducks: Game Changers | Colin Cole edző             | - főszereplő (2. évad) - magyar hangja: - Bozsó Péter    |
| 2023      |                                 | Buddy Games                     | önmaga                      | házigazda                                                |
| 2025      | Ransom Canyon                   | Ransom Canyon                   | Staten Kirkland             | - főszereplő - magyar hangja: - Bozsó Péter              |

## Fordítás
- Ez a szócikk részben vagy egészben  a   Josh Duhamel című angol Wikipédia-szócikk fordításán alapul.  Az eredeti cikk szerkesztőit annak laptörténete sorolja fel. Ez a jelzés csupán a megfogalmazás eredetét és a szerzői jogokat jelzi, nem szolgál a cikkben szereplő információk forrásmegjelöléseként.